# Mark Skaife
Mark Skaife (ur. 3 kwietnia 1967 w Gosford) – australijski kierowca wyścigowy startujący w wyścigach V8 Supercars. Pięciokrotny mistrz tej serii oraz sześciokrotny zwycięzca prestiżowego wyścigu Bathurst 1000 rozgrywanego w ramach tej serii.

## Kariera

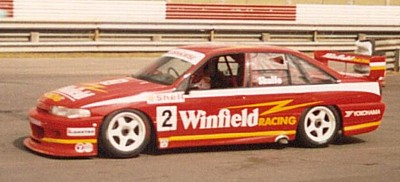
Holden VP Commodore którym Skaife zdobył tytuł mistrzowski w 1994 roku

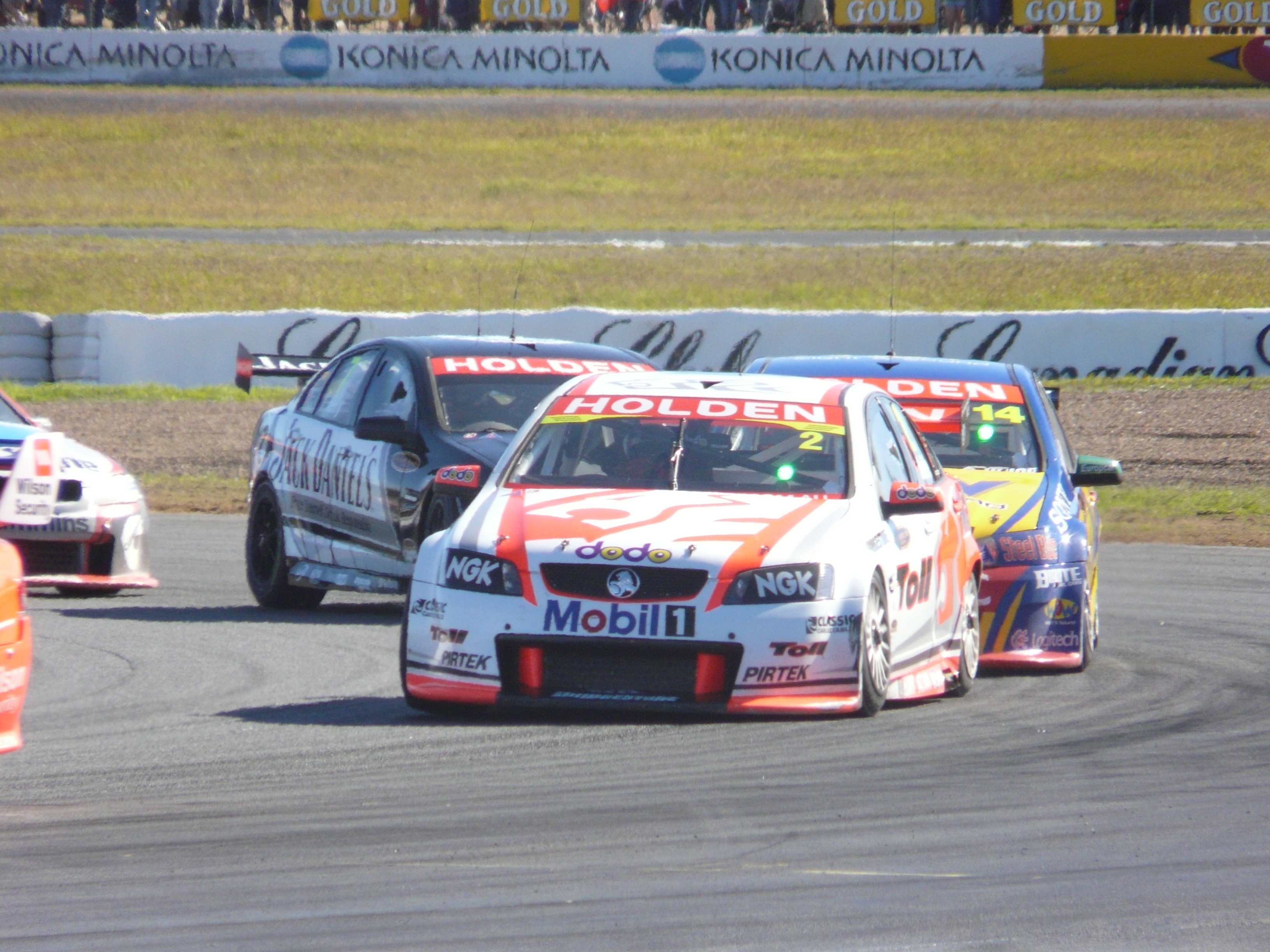
Podczas wyścigu na torze Queensland Raceway w 2008 roku

Skaife rozpoczął ściganie od kartingu, a w 1984 roku wystartował w swoim pierwszym wyścigu samochodowym. W latach 1985–1986 startował w monomarkowym pucharze Ford Laser Series, wygrywając go w stanie Wiktoria. W 1987 wygrał serię Australian 2.0 Litre Touring Car Championship, niższą kategorię australijskich wyścigów turystycznych oraz zadebiutował w głównej serii tych wyścigów - Australian Touring Car Championship (późniejsze V8 Supercars).
Pod koniec 1988 roku został zatrudniony w zespole Gibson Motor Sport jako trzeci kierowca zespołu w wyścigach kończących sezon ATCC (niepunktowanych). W 1989 nadal będąc trzecim kierowcą startował w wybranych rundach serii, a w 1990 awansował do roli regularnego kierowcy.
W 1991 wygrał po raz pierwszy wyścig Bathurst 1000, a w 1992 stał się pierwszym kierowcą który w jednym roku wygrał ATCC, Bathurst 1000 oraz Australian Drivers' Championship (startował w niej równolegle w latach 1990-1993 wygrywając ją dwukrotnie). W 1992 wystartował także w dwóch wyścigach kończących sezon Formuły 3000 jednak bez żadnych sukcesów.
Po słabszym sezonie 1993 w ATCC, w 1994 ponownie okazał się najlepszym kierowcą w stawce wygrywając siedem wyścigów w drodze po drugi tytuł mistrzowski. W latach 1995 i 1996 notował słabsze wyniki, a dodatkowo zespół Gibson Motor Sport w którym jeździł miał kłopoty ze znalezieniem nowych sponsorów po wprowadzeniu zakazu reklamowania wyrobów tytoniowych. Problemy zespołu pogłębiły się w 1997 roku do tego stopnia, że wystartował tylko w wybranych wyścigach sezonu.
W 1998 przeniósł się do głównego zespołu Holdena - Holden Racing Team i jego kariera ponownie nabrała rozpędu. Dwukrotnie zajmował trzecie miejsce w klasyfikacji generalnej, a następnie przez trzy lata z rzędu (2000−2002) zdobywał tytuł mistrzowski w serii V8 Supercars (nowa nazwa ATCC wprowadzona od 1999).
Na początku sezonu 2003, Skaife stał się właścicielem zespołu HRT. Było to związane z kłopotami finansowymi dotychczasowego właściciela, grupy TWR Toma Walkinshawa. Po dobrym sezonie 2003, w którym był trzeci, kolejne były dla Marka nieudane, aczkolwiek w 2005 odniósł piąte zwycięstwo w wyścigu Bathurst 1000.
W sezonie 2006 odniósł 7 zwycięstw, jednak w pozostałych wyścigach często miał awarie i wypadki, przez co w klasyfikacji uplasował się dopiero na 16. miejscu. W kolejnych sezonach było niewiele lepiej (8. i 14. miejsce) i pod koniec sezonu 2008 ogłosił, że jest to jego ostatni rok jako regularnego kierowcy. W tym samym czasie też odsprzedał resztę posiadanych udziałów w zespole HRT Tomowi Walkinshawowi.
Przez kolejne trzy sezony (2009–2011) Skaife startował jako kierowca w wyścigach długodystansowych V8 Supercars, najpierw w parze z Gregiem Murphy, a potem przez dwa lata z Craigiem Lowndesem, z którym wygrał w 2010 po raz szósty wyścig Bathurst 1000.

## Starty w karierze
| Sezon | Seria                                              | Zespół                        | Starty | PP | Zwyc. | Punkty | Pozycja |
| ----- | -------------------------------------------------- | ----------------------------- | ------ | -- | ----- | ------ | ------- |
| 1987  | Australian 2.0 Litre Touring Car Championship      | Nissan Racing                 | 4      |    | 3     | 107    | 1.      |
| 1989  | Australian Touring Car Championship                | Gibson Motor Sport            | 4      |    | 0     | 22     | 9.      |
| 1990  | Australian Touring Car Championship                | Gibson Motor Sport            | 7      |    | 0     | 9      | 14.     |
| 1990  | Australian Drivers' Championship (Formula Holden)  | Gibson Motor Sport            | 6      |    | 2     | 23     | 3.      |
| 1991  | Australian Touring Car Championship                | Gibson Motor Sport            | 9      |    | 3     | 132    | 2.      |
| 1991  | Australian Drivers' Championship (Formula Brabham) | Gibson Motor Sport            | 7      |    | 6     | 120    | 1.      |
| 1992  | Australian Touring Car Championship                | Gibson Motor Sport            | 18     |    | 6     | 234    | 1.      |
| 1992  | Australian Drivers' Championship (Formula Brabham) | Gibson Motor Sport            | 5      |    | 3     | 90     | 1.      |
| 1992  | Formuła 3000                                       | 3001 International            | 2      | 0  | 0     | 0      | -       |
| 1993  | Australian Touring Car Championship                | Gibson Motor Sport            | 18     |    | 2     | 87     | 6.      |
| 1993  | Australian Drivers' Championship (Formula Brabham) | Gibson Motor Sport            | 6      |    | 4     | 110    | 1.      |
| 1994  | Australian Touring Car Championship                | Gibson Motor Sport            | 20     | 2  | 7     | 285    | 1.      |
| 1995  | Australian Touring Car Championship                | Gibson Motor Sport            | 18     |    | 2     | 145    | 6.      |
| 1995  | Australian Drivers' Championship (Formula Brabham) | Gibson Motor Sport            | 2      |    | 0     | 32     | 7.      |
| 1996  | Australian Touring Car Championship                | Gibson Motor Sport            | 29     | 0  | 0     | 177    | 9.      |
| 1997  | Australian Touring Car Championship                | Gibson Motor Sport            | 13     | 0  | 0     | 166    | 13.     |
| 1998  | Australian Touring Car Championship                | Holden Racing Team            | 28     | 5  | 1     | 768    | 3.      |
| 1999  | V8 Supercar Championship Series                    | Holden Racing Team            | 34     | 2  | 12    | 1656   | 3.      |
| 2000  | V8 Supercar Championship Series                    | Holden Racing Team            | 33     | 3  | 7     | 1570   | 1.      |
| 2001  | V8 Supercar Championship Series                    | Holden Racing Team            | 30     | 4  | 9     | 3478   | 1.      |
| 2002  | V8 Supercar Championship Series                    | Holden Racing Team            | 29     | 5  | 15    | 2227   | 1.      |
| 2003  | V8 Supercar Championship Series                    | Holden Racing Team            | 22     | 3  | 5     | 1817   | 3.      |
| 2004  | V8 Supercar Championship Series                    | Holden Racing Team            | 26     | 4  | 2     | 1294   | 12.     |
| 2005  | V8 Supercar Championship Series                    | Holden Racing Team            | 30     | 2  | 3     | 1754   | 5.      |
| 2006  | V8 Supercar Championship Series                    | Holden Racing Team            | 34     | 4  | 7     | 2036   | 16.     |
| 2007  | V8 Supercar Championship Series                    | Holden Racing Team            | 36     | 0  | 4     | 379    | 8.      |
| 2008  | V8 Supercar Championship Series                    | Holden Racing Team            | 36     | 0  | 1     | 1644   | 14.     |
| 2009  | V8 Supercar Championship Series                    | Tasman Motorsport             | 3      | 0  | 0     | 372    | 31.     |
| 2010  | V8 Supercar Championship Series                    | Triple Eight Race Engineering | 3      | 0  | 2     | 560    | 33.     |
| 2011  | International V8 Supercars Championship            | Triple Eight Race Engineering | 3      | 0  | 1     | 532    | 29.     |